# Mansfield, Texas
Mansfield är en stad (city) i Ellis County, Johnson County, och Tarrant County, i Texas. Vid 2010 års folkräkning hade Mansfield 56 368 invånare.